# Pseudochirella spectabilis
Pseudochirella spectabilis is een eenoogkreeftjessoort uit de familie van de Aetideidae. De wetenschappelijke naam van de soort werd in 1900 voor het eerst geldig gepubliceerd door Georg Ossian Sars.